# 博客服务自律公约
《博客服务自律公约》是中華人民共和國政府「为规范互联网博客服务，促进博客服务有序发展」而制定的公约，於2007年8月21日公布。公約共有條款19條，分成四章，包括：總則、自律條款、公約的執行及附則四部分。

## 總則及附則
根據公約對「博客」的定義，「是指互联网服务提供者提供给用户的自主网络空间，包括文字、图片、音视频等形态」。就此，所有為網民提供博客服務的供應商，「应当遵循文明守法、诚信自律、自觉维护国家利益和公共利益的原则」。公約的组织实施及解釋權均由中国互联网协会负责，並於公約公布當日起施行。 

## 自律条款
在公約第三條所提及的「誠信自律」原則，基本上由第二章「自律條款」所規範。本章亦是公約的主體部分，合共有10條及10個細項。
在第五条，公約規定「博客服务提供者应当自觉遵守国家有关法律、法规和政策，维护博客用户及公众的合法权益」。而對提供博客服務的業者亦有所規範，根據第六条的規定，服務提供者除了「应当具备合法的互联网信息服务资质」以外，「同时还应当具备下列条件」：
1. 完善的博客服务和管理制度；
2. 足够的博客服务管理人员和技术人员，能够提供优良服务，实施有效管理；
3. 健全的博客信息安全保障措施，包括用户注册流程、用户信息保密措施、博客内容信息安全保障措施等；
4. 符合国家法律法规和规章要求的其他相关规定。

### 服務協議及實名注冊
在第八条規定，「博客服务提供者应当与博客用户签订服务协议，要求博客用户自觉履行服务协议」，而這一點其實亦是服務供應商在得以簽署公約前的條件之一。至於服務協議的內容，亦在第九條加以規範，必須包括下列內容：
1. 博客用户保证自觉遵守国家有关互联网信息服务的法律、法规，文明使用网络，不传播色情淫秽信息以及其他违法和不良信息；
2. 博客用户保证不传播侮辱或贬损其他民族、种族、不同宗教信仰和文化传统的信息；
3. 博客用户保证不传播造谣、诽谤信息以及其他虚假信息，不传播侵害他人合法权益的信息；
4. 博客用户保证不传播侵害他人知识产权的信息；
5. 博客用户保证对跟贴内容进行有效监督和管理，及时删除违法和不良跟贴信息；
6. 博客用户保证不利用博客传播计算机病毒等恶意程序，不危害他人计算机信息安全。

對於「拒绝签订服务协议的，博客服务提供者有权拒绝为其提供博客服务」。而一旦「博客用户违反服务协议的」，「博客服务提供者应当及时予以督促改正」，甚至「直接删除相关违法和不良信息内容」或「停止为其提供博客服务」。
公約第十一条「鼓励」博客服务提供者「对博客用户实行实名注册」，而「注册信息应当包括用户真实姓名、通信地址、联系电话、邮箱等」。這部分與前述第五條的第四細項有關「用户注册流程」相呼應，被外間認為是對網絡實名確認的強制推行埋下了伏線。但另一方面，公約第十二条亦規定了「博客服务提供者应制定有效的实名博客用户信息安全管理制度，保护博客用户资料。未经实名博客用户本人允许，不公开或向第三方提供用户注册信息及其存储在网站上的非公开博客内容」，不過，「法律、法规另有规定的除外」。

### 創作環境、內容及回應的規範
第七条規定，服務供應商應「积极探索博客服务模式，为博客提供良好的创作环境，引导博客用户创作和传播优秀网络文化作品」。因此，除了前述有關刪除
「违法和不良信息内容」的內容以外，公約亦對內容的回應及引用有所規限，「博客服务提供者应当为博客用户提供对跟贴内容的管理权限，博客用户应当对跟贴进行有效管理，应当删除违法和不良跟贴信息」。在某程度上，這條款亦強制服務供應商要處理濫用博客服務而進行垃圾引用的規管及清除。最後，「博客服务提供者应当自觉履行对博客内容的监督管理义务，应当设立便捷的在线投诉窗口、投诉电话等渠道，受理公众对博客服务和博客内容的举报与投诉，并及时予以处理」。

## 公约的执行
第三章「倡议」所有博客服务提供者「需签署並实施公约」，「並自觉接受有关政府部门的业务指导」、「自觉接受社会公众的监督」，以「增强自律意识，促进博客服务健康发展」。而作為公約的執行機關中国互联网协会則會定期公布签约单位的名单。而根據第二章第八條有關「与博客用户签订服务协议」的規定，所有未能在公約實施前與用博客用戶簽訂有效服務協議之服務供應商，「应当从本公约发布生效之日起补充签订服务协议」。一旦有服務供應商違反公約，「並造成不良影响的」，中国互联网协会將會「视不同情况给予警示或向社会公布」。

## 反響
無國界記者在8月23日發表聲明，「譴責中國政府對網絡的進一步封鎖」。他們認為，「中國政府再次強迫互聯網公司對敏感話題、博客註冊和博客內容進行過濾監控」，是中共在十七大前對信息自由所實行的新一輪打壓。

## 外部連結
- 中國互聯網協會：中国互联网协会正式发布《博客服务自律公约》，促进博客服务有序发展

## 參见
- 言論自由
- 中国网络审查
- 中国网络实名制